# Aluette
L'aluette è un gioco di carte praticato in particolare nelle zone rurali e costiere tra la Gironda e quello della Loira, vale a dire, nella parte occidentale della zona di influenza del dialetto di Saintonge e di Poitou. È erroneamente indicato come un gioco popolare e specifico del dipartimento della Vandea. Sembra ancora praticato nella parte sud-occidentale della Loira Atlantica chiamata Pays de Retz. È praticato anche a riunioni di famiglia, a St-Nazaire, città dove è giocato nei caffè intorno al 1960. A quel tempo, non era ancora giocato intorno al Brière e la penisola di Guérande. È stato giocato anche in molti porti del Cotentin, dove la sua pratica è oggi scomparsa.
| Seme     |         |       |        |         |
| Spagnolo | Espadas | Copas | Oros   | Bastos  |
| Italiano | Spade   | Coppe | Denari | Bastoni |
| francese | Épée    | Coupe | Denier | Bâton   |

Questo è un gioco di carte giocato da quattro persone, con 48 carte a semi spagnoli (il mazzo è composto dalle carte 1 a 9 e dalle tre figure - fante, cavallo e re - per quattro pali, in ordine coppe, ori, bastoni e spade). Si gioca con i segni codificati che permettono ai compagni di squadra di fornire informazioni sulle loro carte durante il gioco.
Si dice «jouer à l'aluette», «giocare ad aluette» (forma scritta), o più spesso «jouer à la vache», «giocare alla mucca» (orale), dal nome di una delle carte da gioco.

## Regole
Dividere il mazzo, lasciando poi sul banco tre carte. Vince chi avvicinandosi di più alla carta raggiunge il maggior numero di punti. Durante la somma dei punteggi, la carta rappresentante il due di coppe vale 6 punti, mentre il due di bastoni vale -6 punti.
|         | Asso | 2 | 3 | 4 | 5 | 6 | 7 | 8 | 9 | Fante | Cavaliere | Re |
| ------- | ---- | - | - | - | - | - | - | - | - | ----- | --------- | -- |
| Bastoni |      |   |   |   |   |   |   |   |   |       |           |    |
| Denari  |      |   |   |   |   |   |   |   |   |       |           |    |
| Spade   |      |   |   |   |   |   |   |   |   |       |           |    |
| Coppe   |      |   |   |   |   |   |   |   |   |       |           |    |